# Borek, České Budějovice
Borek là một làng thuộc huyện České Budějovice, vùng Jihočeský, Cộng hòa Séc.